# El Sauz de Ibarra
El Sauz de Ibarra är en ort i Mexiko.   Den ligger i kommunen San Juan de los Lagos och delstaten Jalisco, i den centrala delen av landet, 400 km nordväst om huvudstaden Mexico City. El Sauz de Ibarra ligger 1 834 meter över havet och antalet invånare är 223.
Terrängen runt El Sauz de Ibarra är en högslätt. Runt El Sauz de Ibarra är det ganska glesbefolkat, med 26 invånare per kvadratkilometer. Närmaste större samhälle är San Juan de los Lagos, 13,6 km sydväst om El Sauz de Ibarra. I omgivningarna runt El Sauz de Ibarra växer huvudsakligen savannskog.